# Wolfgang Luderer
Wolfgang Luderer (4 de septiembre de 1924 - 2 de marzo de 1995) fue un director y guionista televisivo de nacionalidad alemana, conocido por su trabajo en series como Fernsehpitaval, Zur See y Forsthaus Falkenau. Fue el padre de la también actriz Ulrike Luderer.

## Biografía
Nacido en Dresde, Alemania, la carrera de Luderer en el cine se inició en los años 1950 como ayudante de dirección de los estudios Deutsche Film AG (DEFA) en Babelsberg. En ese puesto trabajó en Corinna Schmidt y Die Unbesiegbaren, ambas cintas dirigidas por Arthur Pohl. Mediada la década debutó como director para la DEFA, rodando filmes de divulgación científica, y dedicando parte de su tiempo a la redacción de guiones y argumentos. 
Tras ello, se dedicó principalmente a la televisión de la República Democrática de Alemania, aunque muchos de sus trabajos televisivos fueron producidos por la DEFA. Así, desde 1958 a 1975 dirigió cerca de 30 producciones de la serie Fernsehpitaval. Aun así, Luderer siguió dirigiendo películas cinematográficas, como la comedia Der Reserveheld y Meine Freundin Sybille, cinta protagonizada por Rolf Herricht. Luderer escribió el guion de muchas de sus películas, como fue el caso del telefilm Effi Briest, una de sus más importantes producciones. Luderer también fue director en la serie Zur See, emitida entre 1974 y 1976, uno de los programas televisivos de mayor éxito de la RDA.
A partir de los años 1980, Luderer también trabajó para la televisión de la República Federal de Alemania. Para dicho medio dirigió, por ejemplo, Felix und zweimal Kuckuck y Die Wicherts von nebenan. Otras de las producciones televisivas en las que trabajó como director fueron Tatort, Polizeiruf 110 y Ein Fall für zwei.
Wolfgang Luderer vivió en Kleinmachnow, y falleció en Berlín, Alemania, a causa de un accidente de tráfico. Su cuerpo descansa en el Cementerio Forestal de Kleinmachnow.

## Filmografía (selección)
| - 1955: Vom Wendelstein zur Neuenburg - 1958: Weimarer Pitaval – Der Fall Saffran (TV) - 1958: Weimarer Pitaval – Der Fall Böhme (TV) - 1959: Weimarer Pitaval – Der Fall Jörns (TV) - 1959: Weimarer Pitaval – Der Fall Wandt (TV) - 1959: Weimarer Pitaval – Der Fall Marloh (TV) - 1959: Weimarer Pitaval – Der Fall Harry Domela (TV) - 1959: Fernsehpitaval – Der Fall Jakubowski (TV) - 1960: Fernsehpitaval – Der Fall Rene Levacher alias … (TV) - 1960: Fernsehpitaval – Der Fall Haarmann (TV) - 1960: Fernsehpitaval – Der Fall Hugo Stinnes jr. (TV) - 1960: Fernsehpitaval – Der Fall Höfle (TV) - 1960: Fernsehpitaval – Der Fall Dibelius-Schnoor (TV) - 1961: Fernsehpitaval – Der Fall Denke (TV) - 1962: Fernsehpitaval – Auf der Flucht erschossen (TV) - 1962: Weimarer Pitaval – Der Fall Hellseher Drost (TV) - 1962: Bonner Pitaval – Wohl dem, der lügt (TV) - 1962: Eine Nacht und kein Morgen (TV) - 1963: Die Affäre Heyde-Sawade (TV) - 1965: Der Reserveheld - 1965: Die Mutter und das Schweigen (TV) - 1966: Pitaval des Kaiserreiches – Die Ermordung des Rittmeisters von Krosigk (TV) - 1966: Pitaval des Kaiserreiches – Der Prozeß gegen Gräfin Kwilecki (TV) - 1966: Pitaval des Kaiserreiches – Die Synagoge brennt (TV) - 1966: Pitaval des Kaiserreiches – Der Skandal um Herrn Leberecht von Kotze (TV) - 1966: Pitaval des Kaiserreichs – Justizmord in Elberfeld (TV) - 1967: Meine Freundin Sybille - 1967: Geschichten jener Nacht: Die Prüfung (como actor) | - 1967: Fernsehpitaval – Der Fall der Ulmer Reichswehroffiziere (TV) - 1968: Alchimisten - 1968: Effi Briest (TV) - 1969: Tolle Tage (TV) - 1970: Fernsehpitaval – Sprechen Sie zur Sache, Angeklagte (TV) - 1971: Das letzte Wort - 1972: Fernsehpitaval – Der Fall Deckers (TV) - 1973: Polizeiruf 110: Siegquote 180 (TV) - 1974: Wenn das Diplomatie ist - 1973: Fernsehpitaval – Als entlastet eingestuft. Der Fall des Staatsanwalts Meerstrom (TV) - 1974: Fernsehpitaval – Das Geständnis (TV) - 1974: Fernsehpitaval – Affäre Jaccoud (TV) - 1975: Fernsehpitaval – Watergate (1): Der Einbruch beim Psychiater (TV) - 1975: Fernsehpitaval – Watergate (2): Die Lawine rollt (TV) - 1976: Zur See (TV) - 1980: Radiokiller (TV) - 1981: Die Gerechten von Kummerow - 1982: Ein Fall für Zwei: Überstunden (TV) - 1983: Tatort: Fluppys Masche (TV) - 1984: Familie Neumann (TV-Serie) - 1985: Tatort: Schmerzensgeld (TV) - 1986: Neumanns Geschichten (TV-Serie) - 1987: Die Erbschaft (TV) - 1989: Forsthaus Falkenau (TV, Folgen 1–6 der 1. Staffel) - 1992: Tatort: Verspekuliert (TV) - 1995: Tatort: Mordauftrag (TV) |